# Wigtown

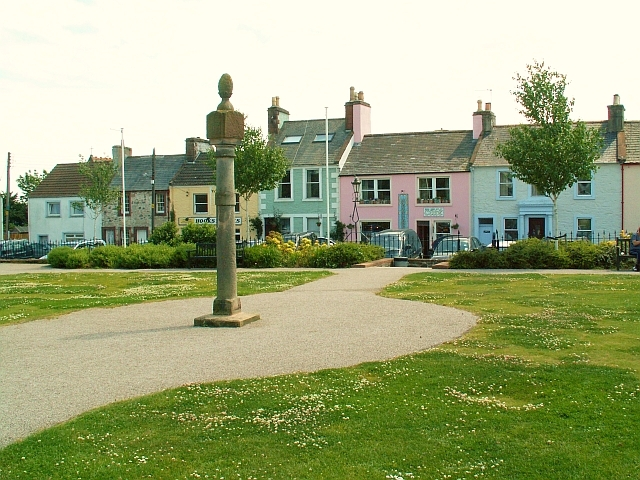
croce di mercato a Wigtown

Wigtown (in gaelico scozzese: Baile na h-Ùige) è una cittadina (e un tempo burgh) della costa sud-occidentale della Scozia, facente parte dell'area amministrativa del Dumfries e Galloway (contea tradizionale: Wigtownshire) e situata nella penisola di Machars (di cui è il centro principale) e di fronte alla baia di Wigtown (Wigtown Bay), un'insenatura del Mare d'Irlanda. Conta una popolazione di circa 900 abitanti.
È conosciuta come la "città del libro" della Scozia, per la presenza di numerose librerie.

## Geografia fisica

### Collocazione
Wigtown si trova nella parte sud-occidentale del Dumfries e Galloway, tra Newton Stewart e Whithorn (rispettivamente a sud della prima e a nord della seconda).

## Società

### Evoluzione demografica
Al censimento del 2011, Wigtown contava una popolazione pari a 921 abitanti. Nel 2001 contava invece 987 abitanti, mentre nel 1991 ne contava 1.117.

## Storia
L'11 maggio 1685, in seno alle lotte di religione, furono giustiziate come Covenanters due donne che sarebbero divenute note ai posteri come le "martiri di Wigtown".

## Edifici e luoghi d'interesse

### Municipio
Tra gli edifici principali di Wigtown, figura il municipio, eretto nel 1863.

### Chiesa parrocchiale
Altro edificio d'interesse è la chiesa parrocchiale, all'esterno della quale si trovano tre steli erette nel 1720 in memoria delle martiri di Wigtown.

## Feste & Eventi
- Wigtown Book Festival[2][7]

## Wigtown nella cultura di massa
- Nella saga di Harry Potter, Wigtown è la sede degli Wigtown Wanderers, squadra dell'immaginario gioco di Quidditch fondata nel 1422.[8]
- A Wigtown si trova la libreria gestita da Shaun Bythell, autore del libro autobiografico The Diary of a Bookseller - Una vita da libraio (2017).[9]